# Biela (Poprad)
Die Biela (auch Belá genannt; deutsch Belbach, ungarisch Béla-patak, polnisch Bielski Potok) ist ein 27,7 km langer Fluss in der Nordslowakei und linksseitiger Zufluss des Poprad in der Landschaft Zips (slowakisch Spiš).
Die Quelle liegt im Gebirge Belianske Tatry (deutsch Belaer Tatra) am Nordhang des Hauptkamms zwischen den Bergen Havran und Ždiarska vidla auf einer Höhe von etwa 1400 m n.m. und fließt zuerst Richtung Norden durch das Tal Tristárska dolina, in der Talmündung wendet sich der Fluss nach Osten und erreicht durch die Furche Podtatranská brázda den Ort Ždiar und berührt dessen Südrand. Im weiteren Verlauf in ungefähr südöstliche Richtung wird zuerst Tatranská Kotlina passiert, danach wendet sich der Fluss wieder nach Osten und kommt zum Talkessel Popradská kotlina (Teil der größeren Einheit Podtatranská kotlina) und streift den Südrand von Lendak. Die Bela fließt dann durch Felder südlich der Orte Výborná und Slovenská Ves, bevor sie in den Poprad als dessen linksseitiger Zufluss nordöstlich von Bušovce bei der Stadt Spišská Belá mündet.